# René Carpentier
René Lucien Carpentier (* 2. August 1928 in Sangatte, Département Pas-de-Calais; † 9. Mai 1997 in Trith-Saint-Léger) war ein französischer Politiker (FKP). Er war Abgeordneter der Nationalversammlung und Bürgermeister von Trith-Saint-Léger.

## Leben
Carpentier, Sohn einer Arbeiterfamilie, ließ sich nach dem Krieg 1945 in Trith-Saint-Léger, in der Gegend von Valenciennes, nieder. Er begann als Walzwerkarbeiter bei der Société metallurgique de l'Escaut. 1953 traf ihn ein glühender Stahlspritzer am Auge und verletzte ihn so sehr, dass er fortan im Büro beschäftigt war. Als Mitglied der Gewerkschaft CGT wurde er 1959 in den Gemeinderat von Trith-Saint-Léger gewählt. 1961 trat er der Französischen Kommunistischen Partei (FKP) bei. 1966 wurde er Mitglied des Komitees des Départementverbandes Nord der FKP. Ab 1965 fungierte er als Erster Beigeordneter des Bürgermeisters von Trith-Saint-Léger. Carpentier war von August 1967 bis 1988 Mitglied des Generalrates des Départements Nord für den Kanton Valenciennes-Sud. Von 1971 bis 1996 hatte er das Amt des Bürgermeisters von Trith-Saint-Léger inne und war Vorsitzender des Interkommunalen Zweckverbandes (SIVOM) von Trith und 15 Nachbarkommunen.
Von September 1990 bis zu seinem Tode im Mai 1997 war Carpentier Abgeordneter der Nationalversammlung für den Wahlkreis 19 des Départements Nord. Carpentier war 1990 für den verstorbenen Gustave Ansart nachgerückt und wurde 1993 erneut zum Abgeordneten gewählt.
Carpentier erlag im Alter von 69 Jahren einer Krebserkrankung.

## Ehrungen
Nach ihm ist das Théâtre des Forges „René Carpentier“ in Trith-Saint-Léger benannt. In Rouvignies erhielt die Salle René Carpentier, die Vereinen zur Verfügung steht, sowie in Haveluy die rue René Carpentier seinen Namen.